# Cmentarz Francuski w Gdańsku
Cmentarz Francuski – cmentarz wojenny w Gdańsku, miejsce pochówku jeńców francuskich zmarłych na terenie Polski w XIX i XX wieku.

## Historia
Pod koniec lat 40. XX wieku zaczęto przygotowywać w Gdańsku cmentarz na którym miałyby zostać zebrane szczątki żołnierzy francuskich, spoczywające wówczas w różnych miejscach Polski. Do początku lat 60. udało się jednak wyłącznie wznieść pomnik z trzema krzyżami, który stoi na cmentarzu do dziś. Nekropolię otwarto przed wizytą Charles’a de Gaulle’a w Polsce, która miała miejsce w 1967 roku. Jest największym cmentarzem francuskim położonym poza granicami Francji. Spoczywają na nim jeńcy francuscy, zmarli w niewoli na terenie całej Polski. Jeńcy ci dostali się do niewoli w trakcie bitwy pod Sedanem (1870), będącej częścią wojny francusko-pruskiej oraz podczas obydwu wojen światowych. W trakcie budowy cmentarza, zbiegiem okoliczności natrafiono na szczątki żołnierzy francuskich, zmarłych w trakcie oblężenia Gdańska w 1807, które również spoczywają w tym miejscu.
10 września 1967 r. cmentarz odwiedził Charles de Gaulle. 15 czerwca 1989 r. nekropolię wizytował François Mitterrand.

## Charakterystyka
Cmentarz ma powierzchnię ok. 2 ha i składa się z 8 kwater. Spoczywają tu 1152 osoby, z czego znana jest tożsamość 329 z nich. Obecne nagrobki pochodzą z 2002 roku, kiedy cmentarz przeszedł renowację. Pochowani są tutaj wyznawcy różnych religii, niektóre nagrobki mają postać muzułmańskich steli. Patronat nad cmentarzem pełni ambasador Francji w Polsce. Obiekt wpisany jest do gminnej ewidencji zabytków miasta Gdańska.